# Haus (bergisches Rittergeschlecht)

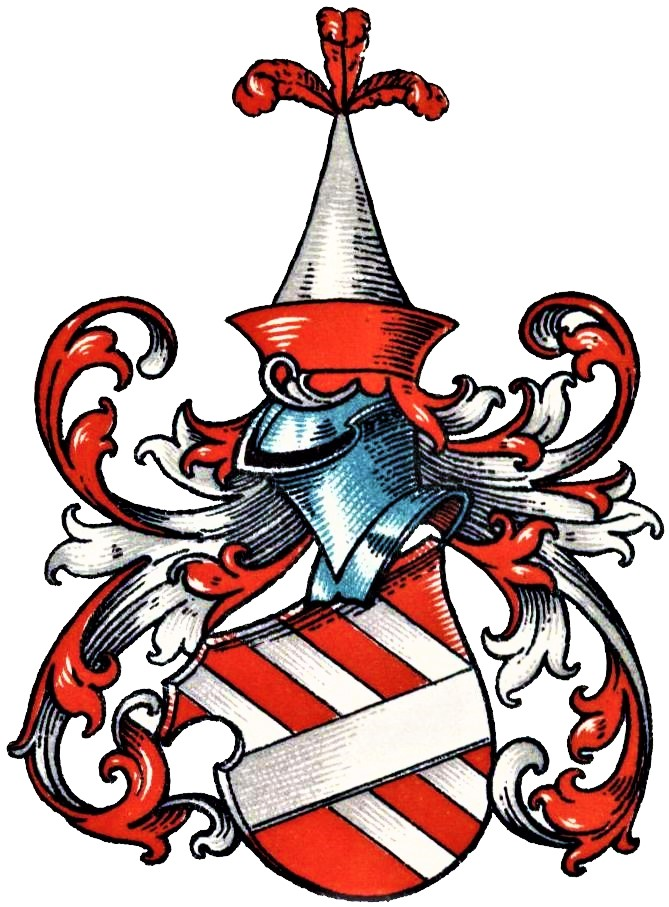
Stammwappen derer von Haus im Wappenbuch des Westfälischen Adels

Haus, Hauß, auch von Haus zum Haus, van Huys oder van me Huys genannt, war der Name eines alten bergischen Rittergeschlechts, welches sich von Ratingen in die Grafschaft Mark verzweigte.
Die Familie ist zu unterscheiden von den niedersächsischen Herren von Haus.

## Herkunft

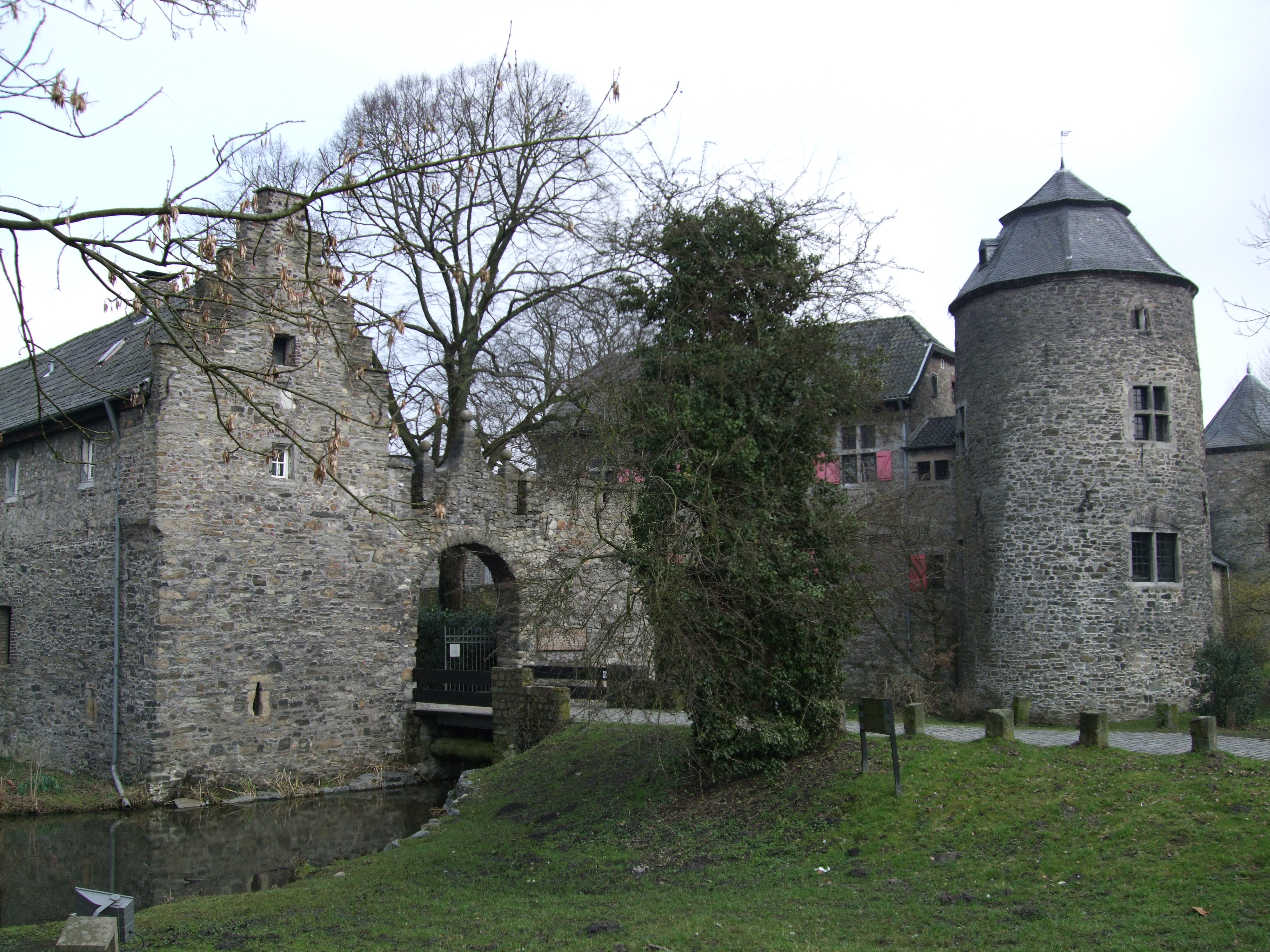
Haus zum Haus in Ratingen

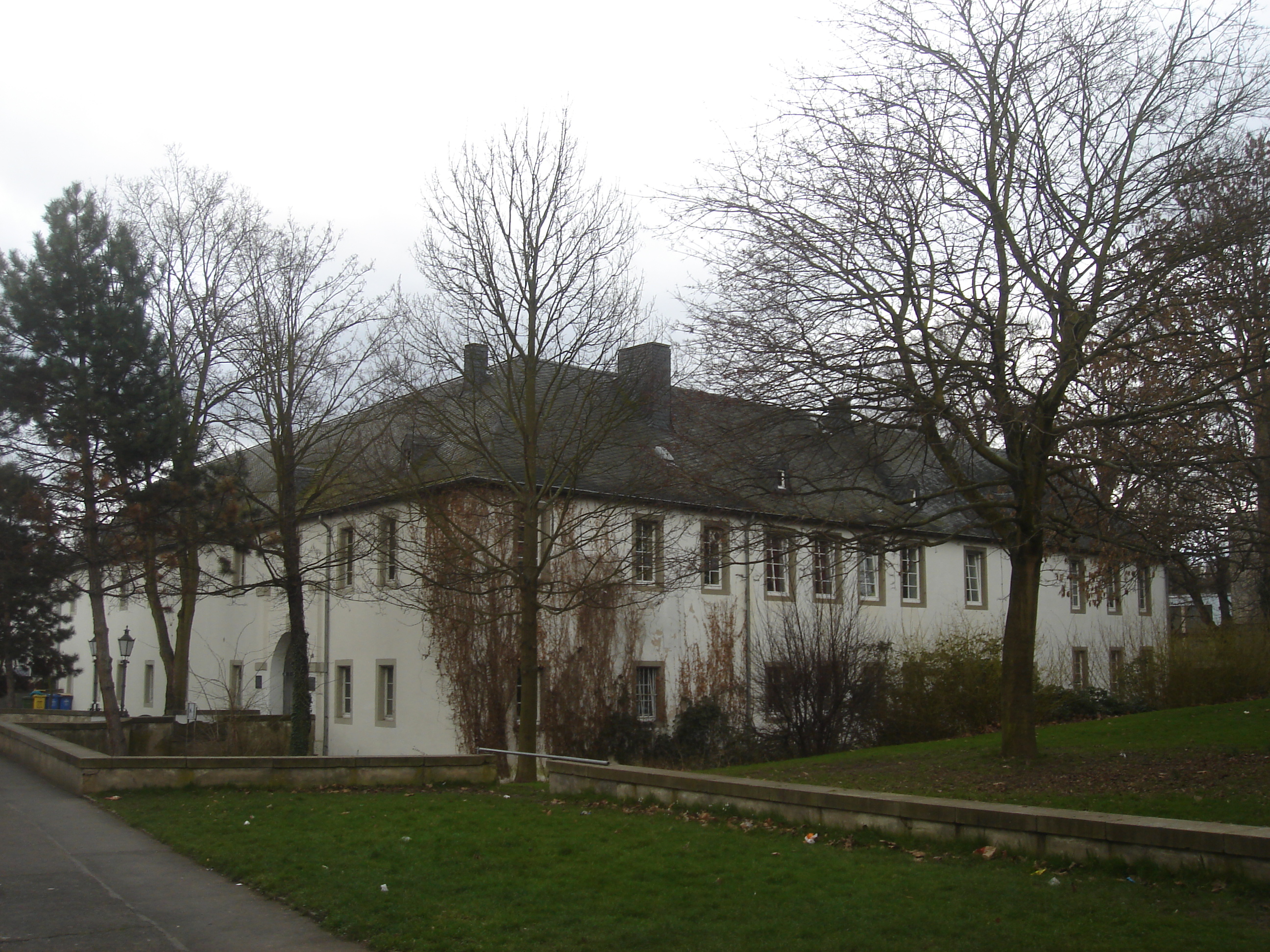
Burg Endenich in Bonn-Endenich

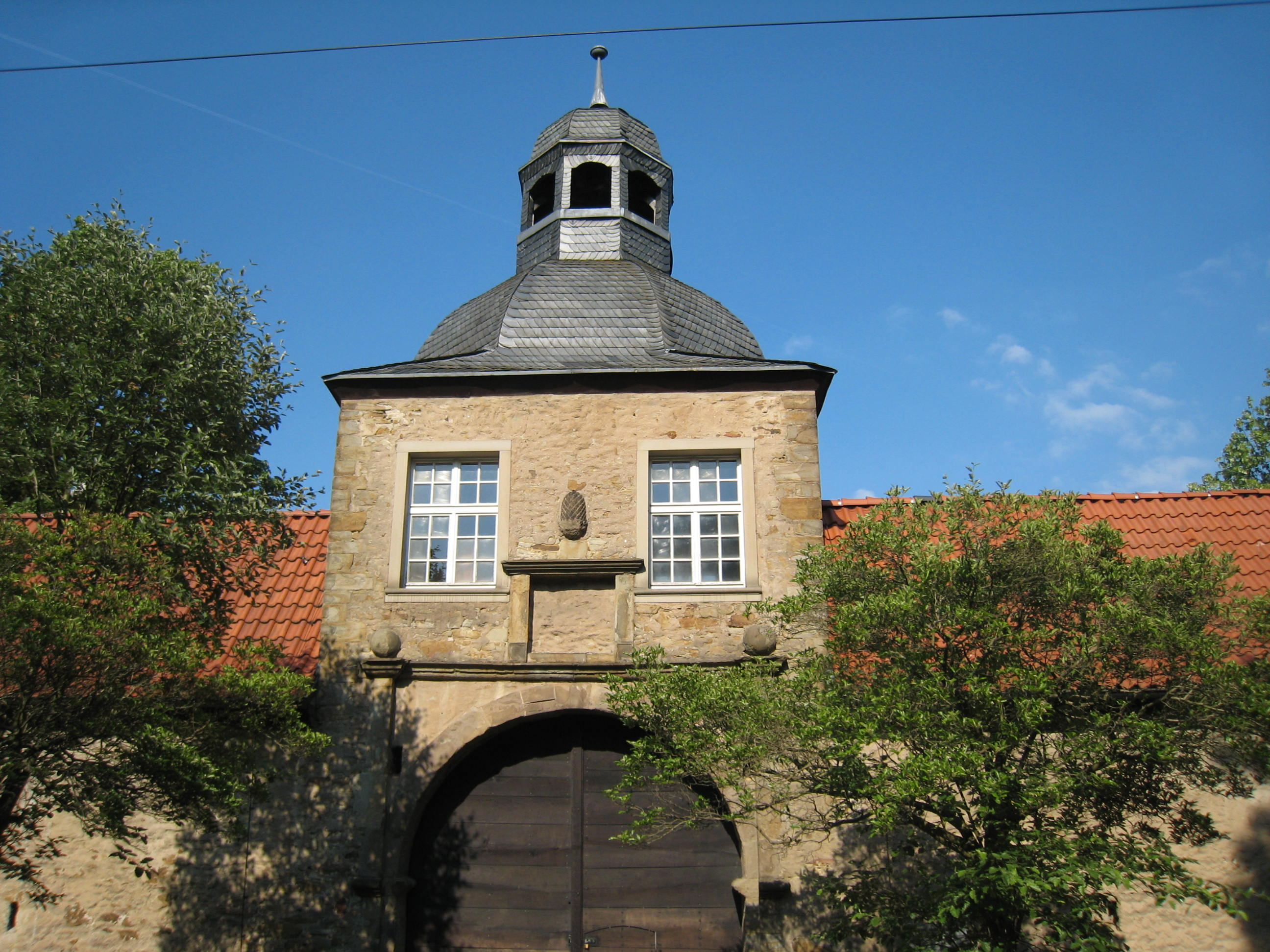
Gut Niederhofen in Dortmund-Wellinghofen

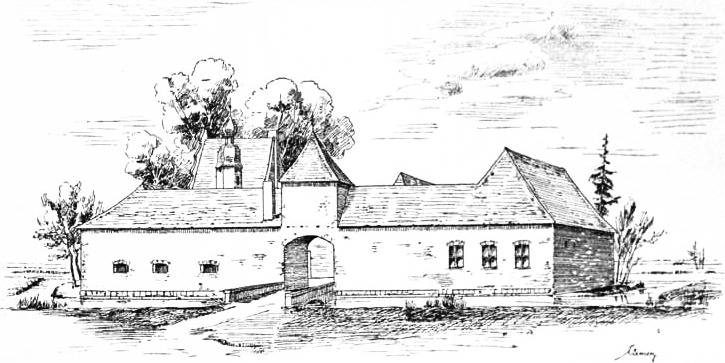
Haus Holtheyde Clemen

Das Geschlecht hat seinen Namen von dem gleichzeitig mit der Gründung der Stadt Ratingen um 1276 errichteten "Castrum Huys" auch Haus zum Haus genannt, einem Festen Haus am Angerbach.
Reinhard I. und Adolf I. de Domo ("vom Haus") treten 1309 als Zeugen in einer Kaiserwerther Urkunde auf. 1334 finden wir Adolf vom Haus mit Ritter Adolf von Hückeshofen und anderen als Bürgen in einer Urkunde des Ritters Heinrich von der Horst. Ritter Adolf II. van me Huys besiegelt 1348 eine Urkunde, in der mehrere Personen bekennen, vom Stift Kaiserswerth einen Wiesenband an der alten Angerbrücke bei Kalkum gepachtet zu haben. Im Januar 1347 verzichten Ritter Adolf und seine Frau Katharina auf alle Rechte am Hof Kappel bei Benrath. Adolf III. wird am 24. Oktober 1397 als Mitglied der märkischen Ritterschaft aufgeführt.
1419 verkaufte Ritter Adolf van Huys der Abtei zu Rheindorf den Hof zu Berge, später als Kirchhof, Mönchshof, Bergerhof bezeichnet.
1444 erhielten ein Johann vom Haus und sein Bruder Wilhelm von Herzog Gerhard für all die Verluste, die sie und ihr Vater durch geleistete Kriegsdienste erlitten haben 2000 Gulden verschrieben. 1447 erhielt Johann Beihilfe zum Bau des Rittersitzes zum Haus. 1451 wurde er zum Amtmann des Schlosses Angerort, sowie der Schlösser Burg in Porz und Bensberg in Steinbach ernannt. In einer Urkunde vom 23. April 1461 verpachten Johann vom Haus und seine Frau Bela auf Lebenszeit den Eheleuten Wilhelm Wynter und Styne up der Hirdenburg ihr Erbe und Gut bei Ratingen.
Im Jahr 1460 baut Ritter Wilhelm von Haus zu Haus auf dem Gut Mydlinghoven eine Wassermühle zur Burg um, welche fortan einer der Sitze seiner Familie wurde.
1473 tritt Johann als Marschall unter der kölnischen Ritterschaft auf. 1488 erscheint der Johann vom Haus, als er mit Lutter Staill von Holstein, Gawin von Swanenberg, Johann und Adolf Quad, sowie Hermann von Winckelhausen das an Herzog Adolph von Cleve verpfändete Kirchspiel Mülheim wieder einlösen. Ebenfalls 1488 gab es zwischen ihm und den herzöglichen Räten eine Verhandlung über eine Entschädigung, dessen Ende er nicht mehr erlebte. Ab 1530 kam die Familie auch in der Grafschaft Mark vor. 1535 erheiratete Heinrich von Haus den Rittersitz zu Niederhofen (Nierhoven) mit Margarethe von der Lage und wurde im Jahre 1548 vom Grafen von Limburg damit belehnt. Mit der Heirat ging auch das Rittergut der Familie Wandhofen in seinen Besitz über.
1562 musste Sophia von Huys mit ihrem Ehemann Bertram von Bylandt Herr zu Walbeck und Amtmann zu Brüggen aus dem durch Feuer zerstörten Haus Pellandt in ihr neues Haus Holtheyde umziehen. Sie ließen es zu einem repräsentativen Herrensitz ausbauen. Der Überlieferung nach sollen die Steine für den Umbau von Haus Pellandt stammen.
1645 und 1647 gab Katharina Elisabeth von Haus zu Endenich zwei Obligation heraus, die das Rittergut Endenich betrafen.
Die von Haus saßen in bzw. zu:
- Bertkow (Osterburg)
- Burg Endenich (Bonn)
- Haus zum Haus (Ratingen)
- Herzfelde (Seehausen / Altmark)
- Haus Heyde (Witten)
- Haus Holtheyde (Wachtendonk)
- Gut Mydlinghoven (Düsseldorf-Hubbelrath)[11]
- Gut Niederhofen (Dortmund-Wellinghofen)
- Neuhoff (Seehausen / Altmark)
- Oberdrees (Rheinbach)
- Pellandt (Wachtendonk)[12]
- Wandhofen (Schwerte)[13][14]

In der zweiten Hälfte des 18. Jahrhunderts standen mehrere dieses Geschlechts in preußischen Kriegsdiensten. Einer von ihnen war Friedrich Christian von Hauss (1698–1764), Herr zu Nierhoven und Heyde, ein preußischer Generalmajor, Chef des Infanterieregiments S 55 und Militärkommandant von Leipzig.
Die Familie erlosch im Mannesstamm mit dem Tod von Friedrich Adolf Conrad Moritz Freiherr von Hauß im Jahr 1828.

## Sage
Zum Inventar des Rittersitzes gehörte bis 1783 ein großer metallener dreibeiniger Topf, der beim Verkauf der Burg an die Grafen von Spee nach Schloß Heltorf überging. Dieser Topf wurde auch "Heidenkessel" oder "Hauserkessel genannt. Man findet ihn in einer aufgeschriebenen Sage über die Heinzelmännchen, welche im Südwestturm gehaust und den Burgbewohnern und den Ratingern viel Gutes getan haben sollen. Verschuldete ein Widersacher den Tod eines der ihren, wurde er in Stücke gehauen und in diesem Topf in siedendem Öl gebraten.

## Wappen
Blasonierung: In Rot drei schmale silberne Schrägbalken, von einem breiteren silbernen Querbalken überzogen. Auf dem Helm ein silberner, rot aufgeschlagener Turnierhut, oben besteckt mit drei roten Straußenfedern. Die Helmdecken sind rot-silbern.

## Stammfolge
Stammfolge der ersten sieben Generationen:
1. Reinhard, 1309 erwähnt
2. Adolf, 1309 Knappe, 1334–1348 Ritter
  1. Adolf, Knappe 1362–1368, Ritter 1369–1383 ⚭ um 1350 Katharina (urkundl. 1364–1374)
    1. Adolf (1422 †), Knappe 1369–1413 ⚭ um 1380 Odilia (urkundl. 1410), Tochter von Emmerich Brent und (⚭ 1362) Benedikte von Roisdorf
      1. Adolf (1434 †), ab 1409 Knappe, 1417–31 Ritter ⚭ 1410 Elisabeth (urkundl. 1410–1451, 1454 †), Tochter von Wilhelm Staël von Holstein und Adelheid von Kalkum genannt von Leuchtmar
        1. Johann (* 1411/14; urkundl. 1434–1492; 1497 †), Linie zu Haus ⚭ vor 15. Mai 1446 Bela Quadt (urkundl. 1446–1469, 1480 †), Tochter von Johann Quad und Gertrud von Kniprode
          1. Adolf (urkundl. 1468–1489)
          2. Johann (urkundl. 1480–1521; 1522 †) ⚭ 1499[18] Elisabeth (urkundl. ab 1499; † 1546; begraben in Ratingen), Tochter von Lutter von Winkelhausen und (⚭ 1477) Guda von Aldenbrück genannt Velbrück
            1. Johann (urkundl. 1522–1553; 1554 †) ⚭ 1533 Sophia (urkundl. ab 1533; † 8. Oktober 1538, begraben in Ratingen), Tochter von Johann von Wittenhorst und Maria von Parloe → weitere Nachkommen
            2. Heinrich (urkundl. ab 1523; † 1573), Gründer Linie zu Wandhofen ⚭ 1535 Margarete (urkundl. 1535–1601; 1604 †), Tochter von Hugo von der Dorneburg genannt von der Lage und Bela von Romberg → weitere Nachkommen
            3. Lutgen (urkundl. 1533–1550; 1552 †), Gründer Linie zu Rheindorf ⚭ vor 1550 Anna (urkundl. 1552–1556; 1566 †), Tochter von Johann von Steprath und Katharina von Lülsdorf → weitere Nachkommen
            4. Hermann, 1533 erwähnt
            5. Guda (urkundl. 1521–1555) ⚭ vor Juni 1521 Bernd von Romberg (urkundl. ab 1506; † 1541, gefallen vor Neuss)
            6. Gertrud (urkundl. 1524–1557) ⚭ 1525 Bertram von Landsberg (urkundl. ab 1520; † 1552)
            7. Maria, 1528 Nonne im Kloster Gräfrath (seit mindestens 1522)
            8. Thomas (urkundl. 1544–1564) ⚭ um 1544 Margarete (urkundl. 1542–1562), Tochter von Wennemar von Hunslar genannt Verver, 1531–1533 Bürgermeister von Essen und Elisabeth (Else) Kroesen[19]
            9. Wilhelm (urkundl. 1546–1556; 1562 †) Gründer Linie zu Essen ⚭ vor August 1556 Brigitte (urkundl. 1562–1587), Tochter von Arnd von Schmeling und (⚭ 1521) Elisabeth Pege → weitere Nachkommen
            10. Margarete, urkundl. 1549 (wohnhaft zur Horst)

          3. Heinrich (urkundl. 1480–1511; 1513 †) ⚭ Margarete (urkundl. 1514–1530; 1532 †), Tochter von Wilhelm von Bernsau und Margarete von Gebhardshain genannt Lützerode
          4. Anna (urkundl. 1480–1513) ⚭ vor 1490 Wilhelm von der Arff (urkundl.1481–1513; 1516 †)
          5. Bela (urkundl. 1480–1490; 1501 †) ⚭ um 1500 Johann von Rennenberg (urkundl. 1501–1506)
          6. Margarete (urkundl. 1480; 1487 †) ⚭ um 1487 Johann von Eller (urkundl. 1487–1520; 1524 †); er heiratete noch vor 1500 Katharina von Gülich (urkundl. 1520–1546)

        2. Wilhelm (urkundl. ab 1434; † 1465/66), Linie zu Endenich ⚭ 1454 Margarete (urkundl. 1448–1487), vor 1453 geschiedene Frau des Johann von Schöneck (urkundl. ab 1420, † 1457), Tochter von Johann Quad und Gertrud von Kniprode
          1. Adolf (urkundl. 1462–1522; 1523 †) ⚭ vor 1500 Mettel (1518 †), Tochter von Johann von Grothus und N. von Hegge
            1. Margarete (urkundl. 1518–1521; 1522 †) ⚭ 1518 Johann von der Horst (urkundl. 1518–1532; 1533 †); er ⚭ 2 ) 1522 Elisabeth von Dorth (urkundl. ab 1522; † 1545); diese ⚭ 2 ) 1537 Oswald Graf van den Bergh (* 1508; † 1546)
            2. Jutta, 1518 Nonne (Priorin zu Köln 1494–1504)

          2. Wilhelm (urkundl. 1479–1507) ⚭ um 1500 Jutta  (urkundl. 1480–1502), Witwe von 1) (⚭ um 1480) Johann von Zweiffel (urkundl. ab 1461; 1489 †) und 2) (⚭ 1497) Bertram von Nesselrode († vor 1500), Tochter von Rembold von Plettenberg und Adelheid von Roide genannt Ketzer
            1. Wilhelm, 1523 Priester
            2. Jutta, Priorin zu Köln 1549–70

          3. Gauwin (urkundl. 1479–1532; 1534 †) ⚭ um 1500 Gertrud von der Eick (urkundl. 1500–1534; 1546 †)
            1. Wilhelm (urkundl. 1525–1540; 1550 †), Gründer Linie zu Overheid ⚭ 1535 Katharina (urkundl. 1535–1577; 1586 †), diese heiratet wieder 2 ) vor August 1550 Hermann von Zweiffel (urkundl. 1545–1558; 1559 †) und 3) 1560/63 Peter Kase von Riethrath (urkundl. 1501–1575; 1577 †); sie war die Tochter von Bertram von Overheid und Katharina von dem Bongart → weitere Nachkommen
            2. Sebastian (urkundl. 1525–1582; 1584 †) ⚭ 1) vor 1550 Gertrud (urkundl. 1562; 1568 †), 2) um 1570 N.N. (urkundl. 1581) → weitere Nachkommen
            3. Adolf (urkundl. 1534–1573; 1577 †), Gründer Linie zu Bonn ⚭ um 1545 Katharina (urkundl. 1541–1571; 1577 †), Tochter von Ludwig von Levendael (Lievendal) und Bela Montabaur → weitere Nachkommen
            4. Ida (urkundl. 1534–1543; 1562 †) ⚭ 1540/43 Konstantin von Stein genannt von Tricht, auch genannt von Muffendorf (urkundl. ab 1529; 1565 †)

          4. Anna (urkundl. ab 1488; † 1522) ⚭ 1468 Evert von Eickel (urkundl. 1449–1494, 1498 †)
          5. Margarethe (urkundl. ab 1479; † 3. Juni 1505, begraben in Köln) ⚭ 1485 in Köln Paul Laner von Breitbach (urkundl. ab 1464; † 1516)

        3. Katharina (urkundl. 1434–1454; 1470 †) ⚭ 1447 Albrecht von Landenberg (urkundl. ab 1443; † 1470)
        4. Jutta (urkundl. 1434–1488), Nonne zu Gräfrath

      2. Katharina (urkundl. 1410–1450), Nonne zu Gräfrath
      3. Jutta (urkundl. 1410–1419, 1425 †), Nonne zu Gräfrath
      4. Tochter (1452 †) ⚭ um 1410 Heinrich von Öfte (urkundl. 1404–1435, 1452 †)

    2. Johann (urkundl. 1379–1402, 1410 †)
    3. Tochter ⚭ um 1375 Goswin von Honseler (urkundl. 1360–1419), Herr auf Hülsdonk[20]

  2. Heinrich, 1362–65 erwähnt
  3. Reinhard, 1362 erwähnt
    1. Reinhard, 1387 Mönch zu Obra / Polen

  4. Johann (1387 †) ⚭ um 1350 Druda (1387)
  5. Bela ⚭ um 1350 Sybert von dem Bongart (1377 †)